# Erato (Maccagnino)
Erato è un dipinto tempera su tavola (123,5x72,1 cm) attribuito ad Angelo Maccagnino e a un collaboratore di Cosmè Tura, databile al 1450-1460 circa e conservato nella Pinacoteca nazionale di Ferrara.

## Storia
L'opera proviene dallo studiolo di Belfiore, iniziato da Lionello d'Este nel 1447 e portato avanti da suo fratello Borso fino al 1463. Si tratta probabilmente della prima tavola realizzata dall'allora pittore di corte Angelo Maccagnino da Siena, una figura ancora poco conosciuta. Lo studiolo si trovava nel palazzo di Belfiore, situato poco lontano dall'attuale Palazzo dei Diamanti, in una zona che allora, prima dell'Addizione Erculea, era fuori dalle mura circondata da campagne e giardini. Il programma iconografico, ideato dall'umanista Guarino Veronese, si basò su alcune commistioni tra le muse e altre simbologie, tratte da un commento medievale a Le Opere e i giorni di Esiodo, in cui esse assumevano un significato propiziatorio legato alla coltivazione dei campi e alla politica degli Este, tesa a incentivare l'agricoltura e la bonifica delle paludi.
Dopo la distruzione del palazzo di Belfiore da un incendio nel 1632 le opere superstiti dello studiolo furono disperse. Oggi se ne conoscono otto. Le muse Erato e Urania, nello stesso museo ferrarese, finirono, dopo vari passaggi, nella collezione del principe Strozzi-Sacrati, che da Ferrara le portò a Firenze. Nel 1992 passarono allo Stato in pagamento di tasse di successione, venendo poi destinate alla città per la quale erano state dipinte.

## Descrizione e stile
La musa è ritratta su un ampio seggio marmoreo, improntato secondo una prospettiva grandangolare con punto di fuga ribassato. Come altre opere della serie, Erato, protettrice della poesia erotica, tiene in mano un rametto vegetale, in questo caso una rosa, ed ha un corpo longilineo, legato ai modi cortesi, che si fa più plastico nella parte inferiore, dove un ampio panneggio, fortemente chiaroscurato, dilata le proporzioni della figura.
Lo stile è legato alla minuziosa descrizione dei dettagli, unita a effetti ottici di matrice fiamminga, con una razionalità prospettica "toscana". Il busto e il volto hanno un che di arcaico, con la loro frontalità e l'illuminazione frontale, attribuita al Maccagnino, mentre la parte inferiore viene in genere attribuita a una personalità vicina a Cosmè Tura. Molto originale è il piede con lo zoccoletto rosso semisfilato, che si protende in scorcio oltre il gradino del trono verso lo spettatore, secondo uno schema usato in quegli anni anche da Andrea Mantegna.
Sulle estremità del trono in alto, sia a destra che a sinistra, sono appoggiati due abbeveratori per colombi, simbolo araldico di Borso che, con la loro funzione di far uscire l'acqua, ricorda anche le bonifiche estensi, le irrigazioni e, per allusione, la generosità del marchese che dispensa doni ai suoi sudditi. Sui bracci del trono si trovano poi delle colonne con capitelli corinzi, che alludono alla stabilità e all'albero della vita, un simbolo araldico già usato da Niccolò II e Niccolò III, che in seguito venne ripreso  anche da Lionello abbinandolo a una vela.